# Perdona bonita, pero Lucas me quería a mí
Pour plus de détails, voir Fiche technique et Distribution.
Perdona bonita, pero Lucas me quería a mí (littéralement « Pardonne-moi ma chérie, mais c'est moi que Lucas aimait ») est un film espagnol de 1997 dirigé par Dunia Ayaso et Félix Sabroso. C'est une comédie pleine de personnages stéréotypés, exagérés et décadents ; c'est l'un des films espagnols qui ont fait le plus d’entrées en 1997, et il fut un tremplin pour ses réalisateurs.

## Synopsis
Trois colocataires gays louent une chambre de leur appartement à un jeune homme. Celui-ci est assassiné et les trois sont suspectés.

## Fiche technique
- Titre : Pardonne-moi ma chérie, mais c'est moi que Lucas aimait
- Titre original : Perdona bonita, pero Lucas me quería a mí (castillan)
- Réalisation : Dunia Ayaso et Félix Sabroso
- Scénario : Dunia Ayaso et Félix Sabroso
- Montage : Manuel Villalta
- Musique : Miguel Ángel Santamaría
- Pays d’origine : Espagne
- Durée : 92 minutes
- Date de sortie : 1997

## Distribution
- Jordi Mollà
- Pepón Nieto
- Roberto Correcher
- Alonso Caparrós
- Mariola Fuentes : Tere
- Lucina Gil
- Gracia Olayo
- María Pujalte
- Ferran Rañé
- Esperanza Roy